# Премия «Грэмми» за лучший альбом современной христианской музыки

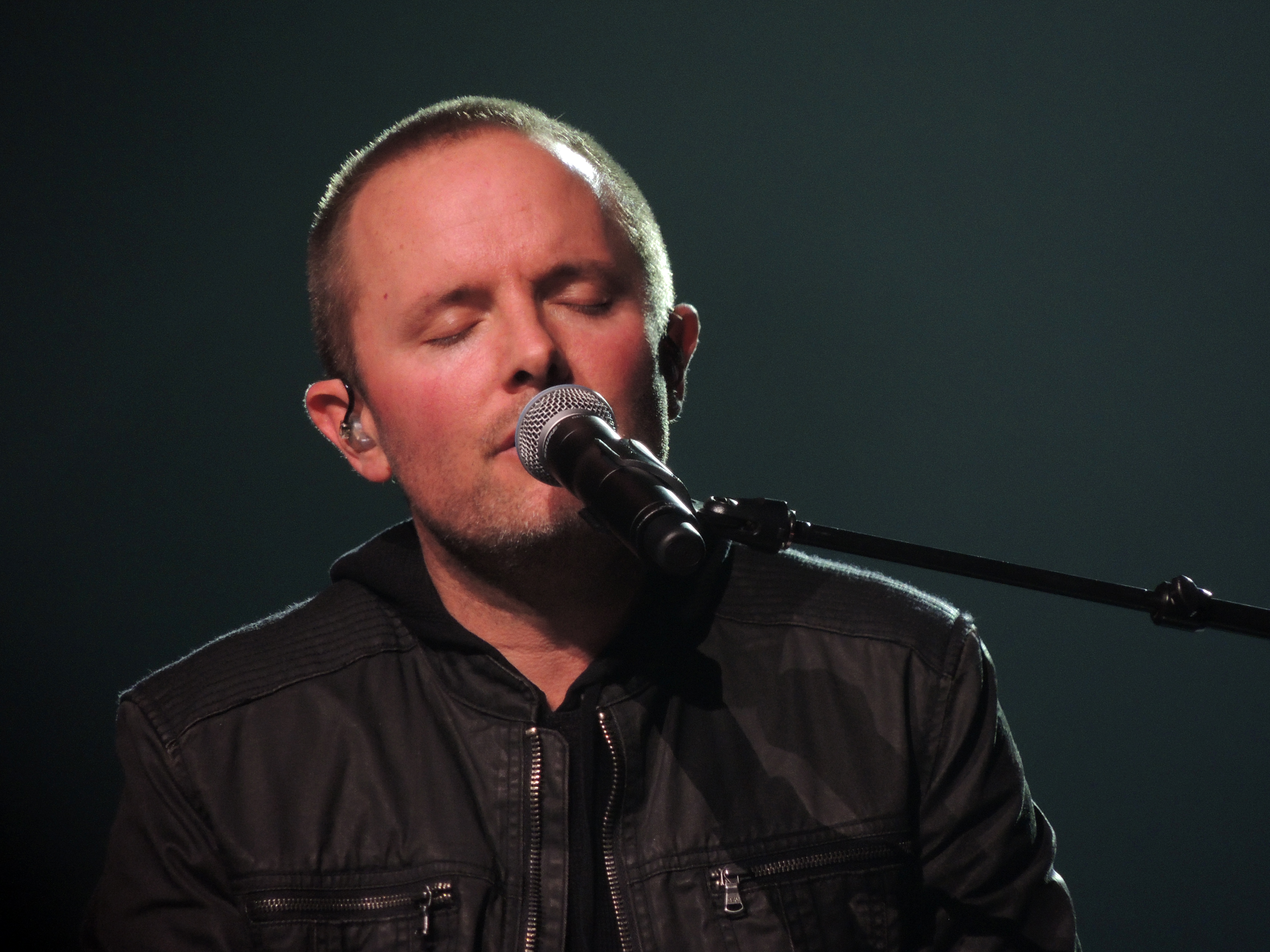
Крис Томлин (2013)

Премия Грэмми за лучший альбом современной христианской музыки (англ. Grammy Award for Best Contemporary Christian Music Album) вручается на ежегодной церемонии в США с 2012 года.
Одна из самых престижных наград в жанре современной христианской музыки и является одной из примерно 100 других номинаций этой премии, которая была учреждена в 1958 году.
Награда ежегодно присуждается Национальной академией искусства и науки звукозаписи за «художественные достижения, технические знания и общее превосходство в звукозаписывающей индустрии, без учёта продаж альбома и его позиции в чартах».
Категория «За лучший альбом современной христианской музыки» (Best Contemporary Christian Music Album) стала одной из новых категорий, созданный в ходе преобразований Grammy Awards в 2012 году. Эта награда возникла на основе ранее существовавших премий в категориях
Best Pop/Contemporary Gospel Album (1991—2011, в 1991—1993 называлась Best Pop Gospel Album), Best Rock or Rap Gospel Album (1991—2011) и Best Southern, Country or Bluegrass Gospel Album (1991—2011; в 1991—1993 называлась Best Southern Gospel Album, в 1998—2011 называлась Best Southern Gospel, Country Gospel or Bluegrass Gospel Album). В неё вошли жанры современной христианской музыки (Contemporary Christian Music, CCM). Другие жанры, известные как урбан-госпел и соул-госпел (Urban Gospel, Soul Gospel), вошли в категорию Премия «Грэмми» за лучший госпел альбом.

## История
| Год  | Победитель                       | Альбом                            | Номинанты | Ссылка |
| ---- | -------------------------------- | --------------------------------- | --- | ------ |
| 2012 | Крис Томлин                      | And If Our God Is For Us...       | - Royal Tailor — Black & White | [ 5 ]  |
| 2013 | TobyMac                          | Eye On It                         | - Matthew West — Into The Light | [ 6 ]  |
| 2014 | Mandisa                          | Overcomer                         | - Building 429 — We Won't Be Shaken - Matt Maher — All the People Said Amen (Live) - Matt Redman — Your Grace Finds Me (Live) - Chris Tomlin — Burning Lights | [ 7 ]  |
| 2015 | For King & Country               | Run Wild. Live Free. Love Strong. | - Francesca Battistelli — If We're Honest - Natalie Grant — Hurricane - MercyMe — Welcome to the New - Royal Tailor — Royal Tailor                            | [ 8 ]  |
| 2016 | TobyMac                          | This Is Not a Test                | - Jason Crabb — Whatever the Road - Lauren Daigle — How Can It Be - Matt Maher — Saints and Sinners - Chris Tomlin — Love Ran Red                             | [ 9 ]  |
| 2017 | Хиллари Скотт & The Scott Family | Love Remains                      | - All Sons & Daughters — Poets & Saints - Crowder — American Prodigal - Natalie Grant — Be One - Hillsong Young & Free — Youth Revival (Live)                 | [ 10 ] |
| 2018 | Zach Williams                    | Chain Breaker                     | - Tauren Wells — Hills and Valleys | [ 11 ] |
| 2019 | Lauren Daigle                    | Look Up Child                     | - Zach Williams — Survivor: Live From Harding Prison | [ 12 ] |
| 2020 | for KING & COUNTRY               | Burn the Ships                    | - Crowder — I Know a Ghost - Danny Gokey — Haven’t Seen it Yet - TobyMac — The Elements - Chris Tomlin — Holy Roar                                            | [ 13 ] |